# Heriaeus crassispinus
Heriaeus crassispinus är en spindelart som beskrevs av Lawrence 1942. Heriaeus crassispinus ingår i släktet Heriaeus och familjen krabbspindlar. Inga underarter finns listade i Catalogue of Life.